# Copidosoma komabae
Copidosoma komabae är en stekelart som först beskrevs av Ishii 1923.  Copidosoma komabae ingår i släktet Copidosoma och familjen sköldlussteklar. Inga underarter finns listade i Catalogue of Life.